# 徐乃麟
徐乃麟（英語：Kevin Hsu Nai Lin，1959年9月17日—），臺灣電視主持人、演員、歌手，臺北市立體育專科學校體育科肄業。徐乃麟早年為歌手，其代表歌曲為《紅鞋女孩》和《7533967》，其後曾為演員及節目主持人。徐乃麟擅長主持棚內綜藝遊戲節目，如撲克牌和麻將等主題；他以個性直接敢言、心直口快著稱。徐乃麟長期與曾國城搭檔主持，兩人是台灣電視綜藝圈的主持搭檔。2006年，徐乃麟與曾國城以綜藝遊戲節目《小氣大財神》拿下第41屆金鐘獎「娛樂綜藝類最佳主持人獎」；直至2014年，兩人再以共同合作的綜藝遊戲節目《天才衝衝衝》獲得第49屆金鐘獎「綜藝節目主持人獎」。

## 生平

### 出道前
徐乃麟出生於嘉義縣大林鎮外省眷村，畢業於嘉義縣大林國中、嘉義縣民雄鄉協志工商和臺北市立體育專科學校。從小不會說台語，長大後為討生活，才硬是死背苦練，練就現在有點中式口音的閩南語。學生時代是游泳代表隊，每天至少游泳5000公尺。19歲時曾在中和圓通寺附近的紡織廠當工人，負責搬運布料，即為小馬（倪子鈞）父親經營，當時小馬年僅3.4歲，後來進演藝圈遇見小馬，兩人還相視而笑聊過這段往事。徐乃麟服役10個月後進入藝工隊，與楊耀東、曹西平等人同期。

### 1982年至1996年
1982年，徐乃麟以陸軍士官身分服役退伍後，進入娛樂圈擔任舞群。他曾以“狄倫”為藝名，在玉女歌手江玲的專輯《男朋友》MV中露臉演出，22歲時以「嬌生公司」的「沙威隆洗頭水」電視廣告出道。這段期間，「歌林唱片公司」招考歌手，自一萬多名應試者中先錄取60名合格者，徐乃麟參與甄試並獲得錄取；經過篩選後，最後只有徐獲得發片合約。1984年1月，24歲的徐乃麟發行個人首張國語專輯《小薇》，同年10月再發行第二張專輯《紅鞋女孩》，該專輯的《紅鞋女孩》也成為徐乃麟的代表作之一。
1985年，徐乃麟首次參演電視劇《台視劇場陽光少年》。1989年，徐乃麟與空姐汪家璉結婚，後因妻子反對他拍吻戲、且綜藝節目主持工作較為穩定，所以他轉朝主持領域發展。1992年，徐發行第三張專輯《深情男人&深情專線》，當中收錄的《7533967》一曲是他的另一首代表作，專輯製作人是當時尚未成為主持人的吳宗憲。1994年，徐乃麟首度擔綱主持綜藝節目，和陶晶瑩搭檔主持《頑皮家族》，成為該節目第三代主持人。

### 1997年至2014年
1997年起，徐乃麟與曾國城主持台灣電視公司的綜藝節目《台灣紅不讓》，收視率極佳；由於徐與該節目製作人沈玉琳多次合作，並提供意見參與製作過程或開創新遊戲和單元，所以被沈稱為「唬爛王」。徐乃麟與曾國城兩人從此合作主持多檔節目，包括《小氣大財神》、《天才衝衝衝》、《無間道不道》等，成為台灣綜藝圈的主持搭檔。
2006年起，徐與曾國城合作主持中華電視公司的綜藝遊戲節目《天才衝衝衝》。由於在該節目的《天才驚曲獎》單元中，徐乃麟曾表示自己私下很少到KTV唱歌，懂得的歌曲亦不多，且通常只熟悉歌曲的副歌歌詞；徐的這一特質使得遊戲進行過程產生各種趣味效果，他因此有「徐副乃」的暱稱。後來在名人版《睜眼說瞎畫》單元裡，因為徐不擅繪畫，來賓覺得他的畫作難以理解，便以著名畫家巴勃羅·畢卡索比擬，趣稱其為「畢卡乃」；在《Tempo》單元裡，來賓答錯題目時，徐乃麟會以「Out！」作為帶動氣氛及宣告藝人淘汰的口號。另外，因為徐乃麟被網友認為長得像日本漫畫《中華一番！》中的男配角「鋼棍解師傅」，而有「解師傅」之綽號。
2006年，徐乃麟與曾國城以《小氣大財神》拿下第41屆電視金鐘獎「娛樂綜藝類最佳主持人獎」；直至2014年，兩人再以《天才衝衝衝》獲得第49屆電視金鐘獎「綜藝節目主持人獎」。

### 2015年至今
2015年1月，徐乃麟於華視主持的綜藝益智遊戲節目《財神向錢衝》開播；2月起，沈玉琳加入節目成為徐的主持搭檔；至3月底，因節目平均收視率為0.36，未達0.8的標準，播出最後一集。2016年7月，主持群包括徐乃麟、曾國城、庹宗康、康康、方芳芳、郭子乾和李懿的中視大型遊戲節目《沒玩沒了》開播，一集節目成本耗資台幣200萬元；同年9月，節目宣告停播，10月初播出最後一集。收視率平均達1左右，然而高製作費讓中視入不敷出。2016年，徐乃麟的主持收入為台幣3320萬元。2017年4月起，徐乃麟與梁赫群搭檔主持中天娛樂台《天天樂財神》，節目助理先後為鄧絜文、曾智希；然而因收視率不佳且廣告收益未達標，《天天樂財神》和徐的另一個新節目《碰碰發財星》於同年底宣告停錄，兩節目於2018年1月5日播出最後一集。2018年10月，徐乃麟跨足電子競技，與曾智希、Zoe搭檔主持狼谷競技台的遊戲節目《斗內大善人》。由於徐乃麟於2018年度手上主要剩《天才衝衝衝》一個節目及尾牙活動，主持收入相較往年減少近半，進帳約新台幣1430萬元。
2017年9月，徐乃麟在《天才衝衝衝》節目錄影中，由於被唐從聖多次玩鬧吐槽他玩遊戲「輸不起」，徐乃麟憤怒失控以髒話飆罵唐從聖，過程被節目工作人員偷拍並將影片上傳至網路，影片曝光後引發軒然大波。徐乃麟事後召開記者會，承認自己失言犯錯，向唐從聖和外界鄭重道歉；流出影片的工作人員也致歉。此事使徐改變自己的態度，也不時在節目上自嘲。2021年，徐乃麟推出「輸不起拌麵」，與先前已推出「曾拌麵」的曾國城成為拌麵市場的競爭對手；同年12月，與唐從聖一同出席電動麻將桌代言活動，並對當年此事再次表達歉意。

## 個人生活
徐乃麟在家中排行第二，上有一個姊姊，下有一個妹妹。父親徐德敬為安徽人，於2007年4月逝世，享壽87歲，奉安於臺北慈恩園。母親於2018年7月6日逝世，享耆壽91歲，土葬於三芝北海福座墓園。1989年，徐乃麟與擔任空姐的汪家璉結婚，兩人婚後育有兩子一女。徐的兒女皆於加拿大求學；畢業後，大兒子徐廷偉在台灣經營網路事業，於2020年以藝名徐新洋出道，女兒徐廷瑀喜歡畫畫並開設個人畫室，小兒子徐廷墉則畢業於美國芝加哥大學，取得五年獎學金並成功申請進入耶魯大學有機化學博士班就讀。
徐乃麟的好友之一是前「裕隆集團」董事長兼執行長嚴凱泰，兩人每個月聚會，徐亦每年主持裕隆集團的尾牙，是裕隆尾牙指定主持人。2006年，徐乃麟投資空氣清淨機事業舉辦記者會時，無法到場的嚴凱泰自費台幣154萬元買下14台，表達支持。徐曾讚美嚴是務實的企業家，對於事業和家庭盡心盡力。嚴凱泰於2018年逝世時，徐乃麟表示自該年10月起就沒接到嚴的電話，「我就大概知道，很難過」。
除了演藝事業以外，徐乃麟投資過許多個人副業，例如「董月花奶舖」、紅酒店、蛋塔店、壽司店、空氣清淨機和房地產等事業。多年來，徐乃麟在台灣和加拿大置產，在台灣曾擁有「名人賞」、「元大之星」、價值台幣8000萬元的「米蘭苑」，以及價值台幣2億元、自住的五層樓透天豪宅等共四間豪宅；他也曾在加拿大買下三處房地產。在陸續出售三間房產後，至2017年4月，徐乃麟在台灣擁有「米蘭苑」和自住的透天豪宅，在加拿大仍擁有兩間房子；除了在台灣自住的透天豪宅外，另三間房產皆出租收取租金，加拿大的兩間房子每月可收取超過台幣12萬元的租金，四間房產總值達台幣3.2億元。2017年，徐為供應小兒子求學所需，花費約新台幣600萬元在美國再購置一間房子。
由於妻子與兒女定居於加拿大，徐乃麟常常回加拿大陪伴家人；為了趕上搭機時間，他十分要求並注重錄影工作時間的掌控。另外，徐乃麟不時在經濟方面幫助友人，如主持人許效舜。

## 爭議

### 批評太陽花學運
2014年4月，徐乃麟評論太陽花學運是「掛羊頭賣狗肉」，他質疑其並非單純的學生運動，且林飛帆和陳為廷具台獨色彩，學運已經變調，僅為個人利益而已；另外，政府竟然讓學生違法佔領立法院，令人失望。對於學生佔領國會23天，徐乃麟表示：「有吃有喝，還有冷氣吹，乾脆住下來算了。」他亦表示，若學生能住滿兩年，自己就每天提供物資給他們。

### 輸不起事件
2017年藝人唐從聖錄製節目《天才衝衝衝》時，說了「乃哥你是不是輸不起」，徐乃麟因而情緒失控，口出髒話長達2分鐘，還罵唐的母親。畫面被工作人員側錄流出後，掀起輿論風波。事後徐乃麟也召開記者會道歉。

### 罵楊繡惠賤
2024年10月，在《天才衝衝衝》錄製過程中，有一題要用ㄏㄐ開頭造詞，楊繡惠一時想不出來而失敗，徐乃麟對楊繡惠說「妳不是很賤嗎」，後來又補充是「很狠的劍—狠劍」楊繡惠事後在網路上直播痛訴。二人於數日後和解。

### 有關黃子佼復出言論
黃子佼自從2023年起陸續爆發性騷擾及兒童色情犯罪醜聞後，演藝事業停擺，2025年3月傳出他有意回歸演藝圈，徐乃麟和曾國城表示，黃是認真的藝人，要留給他一口飯吃，引發輿論反彈。對此，徐乃麟澄清自己並未支持黃子佼回歸演藝圈，而是認為其妻兒無辜。
3月27日，《ETtoday新聞雲》釋出當天徐乃麟和曾國城受訪的完整影片，記者詢問二人是否認同黃子佼可以復出，徐說了「給人留一口飯吃」、「給人家一條路」，曾說「可以重新來過」、期待回歸、「事情過去就好」等話。

## 主持作品

### 電視節目

#### 目前主持
| 頻道             | 節目             | 備註                                               |
| ---------------- | ---------------- | -------------------------------------------------- |
| 華視／東森綜合台 | 《天才衝衝衝》   | 搭檔兼主持人：曾國城、張文綺、徐凱希、籃籃、巫苡萱 |
| 東森綜合台       | 《醫師好辣》     | 搭檔：嚴立婷                                       |
| 東風衛視         | 《挑戰吧！大神》 | 搭檔：卓毓彤                                       |
| 東森綜合台       | 《全村的希望》   | 搭檔：張文綺、林莎                                 |

#### 經歷主持
| 頻道                   | 節目                                         |
| ---------------------- | -------------------------------------------- |
| 台視                   | 《非常綜藝》（與方芳芳搭檔主持）             |
| 台視                   | 《綜藝夜總會》                               |
| 台視                   | 《龍兄虎弟》（與黃安搭檔主持）               |
| 台視                   | 《台灣紅不讓》（與曾國城搭檔主持）           |
| 台視                   | 《最佳拍檔》                                 |
| 台視                   | 《快樂大聯盟》                               |
| 中視                   | 《歡樂一級棒》                               |
| 中視                   | 《紅白勝利》                                 |
| 中視                   | 《全能綜藝通》                               |
| 中視                   | 《歡聚世博 全家都來賽》                      |
| 中視                   | 《沒玩沒了》                                 |
| 華視                   | 《頑皮家族》                                 |
| 華視                   | 《百戰百勝》                                 |
| 華視                   | 《綜藝萬花筒》                               |
| 華視                   | 《綜藝總動員》                               |
| 華視                   | 《全能運動王》                               |
| 華視                   | 《台灣大吉利》                               |
| 華視                   | 《千萬大挑戰》                               |
| 華視                   | 《綜藝大滿貫》                               |
| 華視                   | 《星戰擂台》                                 |
| 華視                   | 《綜藝大乃霸》                               |
| 華視                   | 《幸福A計畫》                                |
| 華視                   | 《財神向錢衝》                               |
| 民視                   | 《超人氣紅不讓》（與曾國城搭檔主持，2002年） |
| 公視                   | 《音樂萬萬歲2》                              |
| 中天娛樂台             | 《桃色警戒》                                 |
| 中天娛樂台             | 《生存遊戲》                                 |
| 中天娛樂台             | 《小氣大財神》                               |
| 中天娛樂台             | 《無間道不道》                               |
| 中天娛樂台             | 《頂尖對決》                                 |
| 中天娛樂台             | 《天天樂財神》                               |
| 中天娛樂台             | 《碰碰發財星》                               |
| 三立都會台             | 《超級大贏家》                               |
| 東森綜合台             | 《友好星樂園》                               |
| 東森綜合台             | 《全能遊戲王》                               |
| 東森綜合台             | 《天天紅不讓》                               |
| 東森綜合台             | 《全民估價王》                               |
| 東森綜合台             | 《Money Money麥克瘋》                        |
| 東森綜合台             | 《好神卡卡》                                 |
| 衛視中文台             | 《街頭大富翁》                               |
| 衛視中文台             | 《明星糾察隊》                               |
| 衛視中文台             | 《嚦咕嚦咕樂翻天》                           |
| 衛視中文台             | 《第九號鏢局》                               |
| 衛視中文台             | 《人小鬼大》                                 |
| 緯來綜合台             | 《魔球紅不讓》                               |
| 緯來綜合台             | 《活力美少女》                               |
| 超級電視台             | 《求愛大驚奇》                               |
| 超級電視台             | 《超級好神》                                 |
| TVBS                   | 《邱比特別鬧了》                             |
| 年代MUCH台             | 《至尊百家樂》                               |
| 年代MUCH台             | 《戀愛攝影棚》                               |
| 安徽衛視               | 《超級大贏家》                               |
| 新傳媒電視8頻道        | 《靈機一洞》                                 |
| 新傳媒電視8頻道        | 《靈機一洞2》                                |
| 東森娛樂台             | 《全民料理王》                               |
| 東森娛樂台             | 《全球新人王》                               |
| 亞洲電視               | 《財神到》 (2009-2010) (粵語節目)            |
| JET綜合台              | 《超级大玩咖》                               |
| JET綜合台              | 《2011年度北美亚洲小姐竞选温哥华赛区》       |
| JET綜合台              | 《女人要有錢》                               |
| 年代電視、海峽衛視合辦 | 《2014全球閩南語歌曲創作演唱大賽》           |
| 超級電視台             | 《健康老實說》                               |
| 東森超視               | 《王牌諜對諜》                               |
| 狼谷育樂台             | 《斗內大善人》                               |
| 狼谷育樂台             | 《金牌財神爺》                               |
| 狼谷育樂台             | 《星光歡樂城》                               |
| 東風衛視               | 《叫我好野郎》                               |
| 中天亞洲台             | 《聚音》                                     |

### 大型晚會
| 年份   | 名稱                     | 備註                             |
| ------ | ------------------------ | -------------------------------- |
| 2006年 | 臺北最HIGH新年城         | 搭檔曾國城、蔡康永、小嫻、艾莉絲 |
| 2007年 | 臺北最HIGH新年城         | 搭檔黑澀會美眉、藍心湄           |
| 2009年 | 陈思思《美丽之路》音乐会 | 搭檔李红                         |
| 2011年 | 臺北最HIGH新年城         | 搭檔侯佩岑、浩角翔起             |
| 2011年 | 2011台北小巨蛋演唱会     | 搭檔宋祖英                       |
| 2012年 | 桃園縣政府跨年晚會       | 搭檔梁赫群、艾莉絲               |
| 2013年 | 桃園縣政府跨年晚會       | 搭檔艾莉絲、翁滋蔓               |
| 2014年 | 桃園縣政府跨年晚會       | 搭檔莎莎、蝴蝶姊姊               |
| 2015年 | 桃園縣政府跨年晚會       | 搭檔黃子佼、謝忻、莊雨潔         |

## 音樂作品

### 專輯
| 年份       | 專輯名稱          | 唱片公司 | 語言 | 曲目 |
| ---------- | ----------------- | -------- | ---- | --- |
| 1984年1月  | 小薇              | 歌林唱片 | 國語 | 曲目 1. 小薇 2. 因為我愛 3. 你和我一樣 4. 請你忘了 5. 我心我心 6. 斷了線的風箏 7. 陽光 8. 決定 9. 愛河 10. 我不相信 |
| 1984年10月 | 紅鞋女孩          | 歌林唱片 | 國語 | 曲目 1. 紅鞋女孩 2. 好夢由來最易醒 3. 寄不出的信 4. 此時此刻 5. 想妳．想念妳 6. 離開城市 7. 另一個夜 8. 聽聽那旋律 9. 木偶 10. 迷惑 11. 最後的理由 12. 我心湖的春水 |
| 1985年3月  | 夜為什麼黑        | 歌林唱片 | 國語 | 曲目 1. 夜為什麼黑 2. 單戀 3. 神州俠侶 4. 她是我的女朋友 5. 過時的承諾 6. 猛然想起才明白 7. 我不能 8. 看著我聽我說 9. 馳騁神州 10. 人潮 11. 留言 12. 妳的離去 |
| 1985年12月 | 愛已付出別收回    | 歌林唱片 | 國語 | 曲目 1. 愛妳 2. 愛已付出別收回 3. 為什麼 4. 說明白 5. 化裝舞台 6. 等待的約會 7. 明知道 8. 某種熟悉 9. 感情的分界線 10. 想把妳留住 |
| 1991年6月  | 原色              | 歌林唱片 | 國語 | 曲目 1. 三十歲的日子 2. 用我的歌帶你去旅行 3. 帶著寂寞去流浪 4. 離不開你離不開我 5. 陪心情喝杯 6. 你來得不是時 7. 為什麼愛上你的我還是會寂寞 8. 何必多我這一句 9. 我的愛人 10. 是不是我已經擁有全部的夢 |
| 1994年4月  | 深情男人&深情专线 | 歌林唱片 | 國語 | 曲目 1. 7533967 2. 妳是一個好女人 3. 就算是朋友吧! 4. 小妹妹終於長大了 5. 動動腦筋、轉轉彎 6. 小薇 7. 深深祝福 8. 我決定愛上妳 9. 危險 10. 暫時別管我 |
| 1997年4月  | 意外發現          | 捷登唱片 | 國語 | 曲目 1. 愛落空 心痛... 2. 愛只要醉一半 3. 愛在每一天(Vs.林美貞) 4. 呼求 5. 接近你的心 6. 真情難收 7. 呼風喚雨 8. 傷心了事(Vs.李宓) 9. 愛幻滅 10. 愛落空 心痛...(演奏版) |
| 2007年     | 小薇．紅鞋女孩    | 喜瑪拉雅 | 國語 | 曲目 disc 1 1. 小薇 2. 因為我 3. 你和我一樣 4. 請你忘 5. 我心我心 6. 斷了線的風箏 7. 陽光 8. 決定 9. 愛河 10. 我不相信 11. 夜為什麼黑 12. 過時的承諾 13. 我不能 14. 猛然想起才明白 disc 2 1. 紅鞋女孩 2. 好夢由來最易醒 3. 寄不出的信 4. 此時此刻 5. 想你.想念你 6. 離開城市 7. 另一個夜 8. 聽聽那旋律 9. 木偶 10. 迷惑 11. 最後的理由 12. 我心湖的春水 13. 愛你 14. 愛已付出別收回 |

## 演出作品

### 電影
| 年份   | 片名               | 角色       |
| ------ | ------------------ | ---------- |
| 1982年 | 《溜溜夜校生》     |            |
| 1982年 | 《春神之死》       |            |
| 1990年 | 《鄭進一的鬼故事》 |            |
| 2012年 | 《貧民英雄》       | 組長       |
| 2019年 | 《大三元》         | 徐董       |
| 2020年 | 《打噴嚏》         | 拳賽主持人 |

### 電視劇
| 年份   | 頻道       | 劇名                         | 角色               |
| ------ | ---------- | ---------------------------- | ------------------ |
| 1985年 | 華視       | 《一代佳人》                 | 何志昂             |
| 1985年 | 中視       | 《愛在天涯》                 | 徐如虹             |
| 1986年 | 台視       | 《異鄉夢》                   | 林志龍             |
| 1986年 | 華視       | 《紅顏淚》                   | 林志高             |
| 1987年 | 華視       | 《庭院深深》                 | 鄭亞力             |
| 1987年 | 華視       | 《風蕭蕭》                   | 徐仲秋             |
| 1988年 | 華視       | 《在水一方》                 | 雷行健             |
| 1988年 | 華視       | 《京華煙雲》                 | 姚非易             |
| 1988年 | 華視       | 《冰點》                     | 吳思漢             |
| 1988年 | 華視       | 《走過從前》                 | 黃永泰             |
| 1989年 | 華視       | 《甜蜜寶貝》                 | 畢寶亮             |
| 1989年 | 華視       | 《海鷗飛處彩雲飛》           | 王建章             |
| 1989年 | 華視       | 《星夢淚痕》                 | 夏強               |
| 1990年 | 華視       | 《婉君》《六個夢》系列之一   | 周仲康             |
| 1990年 | 華視       | 《三朵花》《六個夢》系列之三 | 徐立群             |
| 1990年 | 華視       | 《不歸路》                   | 方武男             |
| 1990年 | 華視       | 《盲點》                     | 齊子湘             |
| 1990年 | 華視       | 《紅塵有愛》                 | 夏正倫             |
| 1990年 | 華視       | 《昨夜情深》                 | 于庭風             |
| 1991年 | 華視       | 《閣樓外的春天》             | 紀雲飛             |
| 1991年 | 華視       | 《福星福將》                 | 吳大發             |
| 1991年 | 華視       | 《七億新娘》                 | 任子偉             |
| 1991年 | 華視       | 《華視劇展-永不缺席》        | 李柏文             |
| 1991年 | 華視       | 《今生未了情》               | 藍紹華             |
| 1992年 | 華視       | 《緣》                       | 胡志華             |
| 1992年 | 中視       | 《青青河邊草》               | 傅元凱             |
| 1993年 | 華視       | 《包青天》《真假女婿》單元   | 劉天鵬             |
| 1994年 | 華視       | 《歡喜樓》                   | 朱運超             |
| 1996年 | 華視       | 《紅樓夢》                   | 賈璉               |
| 2000年 | 台視       | 《上錯樓梯睡錯床》           | 陳隆               |
| 2001年 | 台視       | 《吐司男之吻》               | 客串父親           |
| 2002年 | 民視       | 《親戚不計較》               | 客串宣傳節目       |
| 2003年 | 公視       | 《含羞草》                   | 高毅               |
| 2003年 | 中視       | 《我的祕密花園》             | 客串國文老師       |
| 2003年 | 東森綜合台 | 《老婆大人》                 | 趙大同             |
| 2005年 | 華視       | 《真命天女》                 | 客串第一集周建隆   |
| 2006年 | 華視       | 《愛上小男人》               | 客串第一集電視組長 |
| 2010年 | 華視       | 《帶子英雄》                 | 客串房東           |
| 2016年 | 中視       | 《皇恩浩蕩》                 | 趙剛               |
| 2016年 | 台視       | 《700歲旅程》                | 遊客               |

### 音樂錄影帶
- 1982年 江玲《男朋友》
- 1983年 金瑞瑤《把季節留在手中》
- 1984年 蔡幸娟《碎琉璃之夢》

## 出版作品

### 書籍
| 年份   | 書名                           | 出版社   | ISBN               |
| 2008年 | 《打一手人生好牌》             | 商訊文化 | ISBN 9789866998485 |
| 2015年 | 《乃哥的幸福家庭之道(2CD)》    | 清涼音   | ISBN 9789574496747 |
| 2015年 | 《突破極限-讓生命更精彩(2CD)》 | 清涼音   | ISBN 9789574496730 |

## 獎項紀錄
| 年份   | 頒獎典禮     | 獎項                   | 節目                    | 結果 |
| ------ | ------------ | ---------------------- | ----------------------- | ---- |
| 2006年 | 第41屆金鐘獎 | 娛樂綜藝節目主持人獎   | 《小氣大財神》-中天電視 | 獲獎 |
| 2014年 | 第49屆金鐘獎 | 綜藝節目主持人獎       | 《天才衝衝衝》- 華視    | 獲獎 |
| 2021年 | 第56屆金鐘獎 | 益智及實境節目主持人獎 | 《天才衝衝衝》- 華視    | 提名 |

## 外部連結
- 徐乃麟的Facebook專頁
- 徐乃麟的Instagram帳戶
- 徐乃麟在互联网电影资料库（IMDb）上的資料（英文）
- 徐乃麟在香港影庫上的簡介
- 徐乃麟在豆瓣上的资料（简体中文）
- 徐乃麟在时光网上的簡介（简体中文）